# Alejandro Martín Cabrera
Alejandro Martín Cabrera (Los Cóndores, Argentina; 30 de septiembre de 1992) es un futbolista argentino. Juega de centrocampista y su equipo actual es el AA Estudiantes (Río Cuarto) de la Primera B Nacional.

## Trayectoria
A nivel de inferiores, Cabrera se formó en el Atlético Almafuerte y el Argentino Colonial antes de entrar al Talleres de Córdoba, club donde reliazó su formación entre 2004 y 2007. Tras un paso por Deportivo Atalaya en 2007, Cabrera regresó al Argentino Colonial.
A nivel senior, comenzó su carrera en Colonial de la Liga Riotercerense donde jugó entre 2007 y 2011 y cuando estuvo a punto de dejar el fútbol. Entre 2011 y 2016 vistío la camiseta del Club Roncedo de la  Liga Riocuartense, todo esto a nivel de las Ligas regionales del país.
En julio de 2016, Cabrera se incorporó al Estudiantes de Río Cuarto del Torneo Federal B Ganó el ascenso al Federal A en su primer año, y luego de dos temporadas el club ganó el ascenso a la Primera B Nacional en la campaña 2018-19. En la segunda división, Cabrera anotó dos goles: a Independiente Rivadavia y a Ferro Carril Oeste.
En agosto de 2020, Cabrera fue cedido con opción de compra a Banfield de la Primera División de Argentina. Debutó en primera en el Estadio monumental el 4 de noviembre en la victoria del taladro por 1-3 sobre River Plate.
En diciembre de 2021, Banfield ejerció la compra del jugador, donde firmó contrato hasta finales del 2024.

## Estadísticas
Actualizado al último partido disputado el 24 de julio de 2023.
| Club                               | Div.          | Temporada     | Liga  | Liga  | Copas nacionales | Copas nacionales | Copas internacionales | Copas internacionales | Total | Total |
| Club                               | Div.          | Temporada     | Part. | Goles | Part.            | Goles            | Part.                 | Goles                 | Part. | Goles |
| ---------------------------------- | ------------- | ------------- | ----- | ----- | ---------------- | ---------------- | --------------------- | --------------------- | ----- | ----- |
| Estudiantes (Río Cuarto) Argentina | 4.ª           | 2016-17       | 19    | 0     | —                | —                | —                     | —                     | 19    | 0     |
| Estudiantes (Río Cuarto) Argentina | 3.ª           | 2017-18       | 29    | 0     | 2                | 0                | —                     | —                     | 31    | 0     |
| Estudiantes (Río Cuarto) Argentina | 3.ª           | 2018-19       | 24    | 0     | 3                | 1                | —                     | —                     | 27    | 1     |
| Estudiantes (Río Cuarto) Argentina | 2.ª           | 2019-20       | 16    | 2     | 0                | 0                | —                     | —                     | 16    | 2     |
| Estudiantes (Río Cuarto) Argentina | Total club    | Total club    | 88    | 2     | 5                | 1                | 0                     | 0                     | 93    | 3     |
| Banfield Argentina                 | 1.ª           | 2020-21       | 0     | 0     | 6                | 0                | —                     | —                     | 6     | 0     |
| Banfield Argentina                 | 1.ª           | 2021          | 1     | 0     | 16               | 1                | —                     | —                     | 17    | 1     |
| Banfield Argentina                 | 1.ª           | 2022          | 22    | 3     | 11               | 0                | 3                     | 0                     | 36    | 3     |
| Banfield Argentina                 | 1.ª           | 2023          | 22    | 0     | 2                | 0                | —                     | —                     | 24    | 0     |
| Banfield Argentina                 | Total club    | Total club    | 45    | 3     | 35               | 1                | 3                     | 0                     | 83    | 4     |
| Total carrera                      | Total carrera | Total carrera | 133   | 5     | 40               | 2                | 3                     | 0                     | 176   | 7     |

## Palmarés

### Títulos nacionales
| Título           | Club                     | País      | Año     |
| ---------------- | ------------------------ | --------- | ------- |
| Torneo Federal A | Estudiantes (Río Cuarto) | Argentina | 2018-19 |